# Konstruktion (Grammatik)
Eine grammatische Konstruktion ist in der Sprachwissenschaft eine sprachliche Fügung, die auf den Prinzipien der Morphologie und der Syntax der jeweiligen Sprache basiert und aus Morphemen, Wörtern, Phrasen oder Sätzen zusammengesetzt sein kann und dabei eine bestimmte Funktion zum Ausdruck bringt.
Besondere Aufmerksamkeit wird Konstruktionen in der Konstruktionsgrammatik gewidmet.